# Liga de Voleibol Superior Femenino 1990
La Liga de Voleibol Superior Femenino 1990 si è svolta nel 1990: al torneo hanno partecipato 7 franchigie portoricane e la vittoria finale è andata per la seconda volta consecutiva alle Leonas de Ponce.

## Regolamento
La competizione prevede che le sette squadre partecipanti si sfidino, per circa due mesi, senza un calendario rigido, fino a disputare dodici partite ciascuna. Le prime quattro classificate accedono ai play-off scudetto: 
- in semifinale le quattro formazioni qualificate ai play-off disputano un doppio round-robin;
- le prime due classificate alle semifinali accedono alla finale scudetto, che si gioca al meglio delle sette gare.

## Squadre partecipanti
| - Chicas de San Juan - Criollas de Caguas - Leonas de Ponce - Mets de Guaynabo | - Pinkin de Corozal - Radiólogas Arecibo - Volleygirls de Guayanilla |

## Campionato

### Regular season

#### Classifica
| Pos. | Squadra                   | Pt    | G  | V  | P  | SV | SP | Ratio | PF | PS | Ratio |
| ---- | ------------------------- | ----- | -- | -- | -- | -- | -- | ----- | -- | -- | ----- |
| 1    | Leonas de Ponce           | 1.000 | 12 | 12 | 0  | -  | -  | -     | -  | -  | -     |
| 2    | Mets de Guaynabo          | 0.833 | 12 | 10 | 2  | -  | -  | -     | -  | -  | -     |
| 3    | Criollas de Caguas        | 0.500 | 12 | 6  | 6  | -  | -  | -     | -  | -  | -     |
| 4    | Radiólogas Arecibo        | 0.416 | 12 | 5  | 7  | -  | -  | -     | -  | -  | -     |
| 5    | Pinkin de Corozal         | 0.416 | 12 | 5  | 7  | -  | -  | -     | -  | -  | -     |
| 6    | Chicas de San Juan        | ?     | 12 | ?  | ?  | -  | -  | -     | -  | -  | -     |
| 7    | Volleygirls de Guayanilla | 0.000 | 12 | 0  | 12 | -  | -  | -     | -  | -  | -     |

| Ammesse ai play-off scudetto |

## Classifica finale
| Pos | Squadra                   |
| --- | ------------------------- |
| 1   | Leonas de Ponce           |
| 2   | Mets de Guaynabo          |
| 3   | Radiólogas Arecibo        |
| 4   | Criollas de Caguas        |
| 5   | Pinkin de Corozal         |
| 6   | Chicas de San Juan        |
| 7   | Volleygirls de Guayanilla |

## Premi individuali
| Premio                       | Giocatrice         | Squadra            |
| ---------------------------- | ------------------ | ------------------ |
| MVP della Regular Season     | Xiomara Molero     | Mets de Guaynabo   |
| MVP delle finali             | Damar Muñoz        | Leonas de Ponce    |
| MVP dello All-Star Game      | ?                  | ?                  |
| Miglior palleggiatrice       | Xiomara Molero     | Mets de Guaynabo   |
| Miglior giocatrice offensiva | Elaine López       | Leonas de Ponce    |
| Miglior muro                 | Eva Cruz           | Mets de Guaynabo   |
| Miglior giocatrice difensiva | Lilibeth Feliciano | Leonas de Ponce    |
| Miglior esordiente           | Jullette Lanauze   | Pinkin de Corozal  |
| Rising star                  | Sheila Conley      | Mets de Guaynabo   |
| Miglior ritorno              | Evelyn Acevedo     | Radiólogas Arecibo |
| Miglior allenatore           | Victor Cruz        | Radiólogas Arecibo |